# Florimont-Gaumier
Florimont-Gaumier is een gemeente in het Franse departement Dordogne (regio Nouvelle-Aquitaine) en telt 132 inwoners (1999). De plaats maakt deel uit van het arrondissement Sarlat-la-Canéda.

## Geografie
De oppervlakte van Florimont-Gaumier bedraagt 9,1 km², de bevolkingsdichtheid is 14,5 inwoners per km².
De onderstaande kaart toont de ligging van Florimont-Gaumier met de belangrijkste infrastructuur en aangrenzende gemeenten.

## Demografie
Onderstaande figuur toont het verloop van het inwonertal (bron: INSEE-tellingen).

1. ↑  Populations de référence 2022.